# Mahmoud El-Khatib
Mahmoud Ibrahim Ibrahim El-Khatib (ar. مصطفى عبده; ur. 10 czerwca 1953 w Adży) – egipski piłkarz grający na pozycji napastnika. W swojej karierze rozegrał 54 mecze i strzelił 24 gole w reprezentacji Egiptu.

## Kariera klubowa
Całą swoją karierę piłkarską El-Khatib spędził w klubie Al-Ahly Kair, w którym zadebiutował w 1972 roku. Grał w nim do 1988 roku. Wraz z Al-Ahly dziesięciokrotnie został mistrzem Egiptu w sezonach 1974/1975, 1975/1976, 1976/1977, 1978/1979, 1979/1980, 1980/1981, 1981/1982, 1984/1985, 1985/1986 i 1986/1987 oraz zdobył pięć Pucharów Egiptu w sezonach 1977/1978, 1980/1981, 1982/1983, 1983/1984 i 1984/1985. W latach 1982 i 1987 wygrał Puchar Mistrzów, a w latach 1984, 1985 i 1986 Puchar Zdobywców Pucharów.

## Kariera reprezentacyjna
W reprezentacji Egiptu El-Khatib zadebiutował 12 lutego 1974 roku w wygranym 1:0 towarzyskim meczu z Arabią Saudyjską, rozegranym w Kairze. W 1974 roku powołano go do kadry na Puchar Narodów Afryki 1974. Rozegrał na nim dwa mecze: grupowy z Wybrzeżem Kości Słoniowej (2:0) i o 3. miejsce z Kongiem (4:0). Z Egiptem zajął 3. miejsce w tym turnieju.
W 1976 roku El-Khatib był w kadrze Egiptu na Puchar Narodów Afryki 1976. Zajął w nim z Egiptem 4. miejsce. Na tym turnieju wystąpił w trzech meczach: grupowych z Gwineą (1:1) i z Ugandą (2:1) oraz w jednym z finałowych meczów z Nigerią (2:3), w którym strzelił gola.
W 1980 roku El-Khatib ponownie zajął z Egiptem 4. miejsce w Pucharze Narodów Afryki, tym razem w Pucharze Narodów Afryki 1980. Na tym turnieju zagrał trzykrotnie: w grupowym meczu z Nigerią (0:1), półfinałowym z Algierią (2:2, k. 2:4), w którym strzelił gola i o 3. miejsce z Marokiem (0:2).
W 1984 roku El-Khatib był w kadrze Egiptu na Puchar Narodów Afryki 1984. Zagrał w nim w dwóch meczach: grupowym z Kamerunem (1:0) i półfinałowym z Nigerią (2:2, k. 7:8). Z Egiptem zajął 4. miejsce. W tym samym roku wziął udział w Igrzyskach Olimpijskich w Los Angeles.
W 1986 roku El-Khatib został powołany do kadry na Puchar Narodów Afryki 1986. Z Egiptem wywalczył mistrzostwo Afryki. Na tym turnieju zagrał w pięciu meczach: grupowych z Senegalem (0:1), z Wybrzeżem Kości Słoniowej (2:0) i Mozambikiem (2:0), półfinałowym z Marokiem (1:0) i finałowym z Kamerunem (0:0, k. 5:4). Od 1974 do 1986 wystąpił w kadrze narodowej 54 razy i strzelił 24 gole.